# Günther Jauch
Günther Johannes Jauch (Münster, 13 luglio 1956) è un conduttore televisivo, giornalista e produttore televisivo tedesco.
Tra i volti più noti della televisione tedesca (tanto da essere soprannominato "il genero ideale della Germania"), ha condotto programmi quali Stern TV, Millionär gesucht! - Die SKL Show, Wer wird Millionär? (la versione tedesca di Chi vuol essere milionario?), 5 gegen Jauch, Günther Jauch, ecc.
Nel corso della sua carriera, si è aggiudicato per 18 volte un premio televisivo, tra cui per tre volte il premio Bambi e la Goldene Kamera e per quattro volte il Romy Award, nel 2005 gli è stato assegnato il Premio tedesco per il QI dalla sezione tedesca del Mensa.

## Biografia

### Vita privata
Vive a Potsdam con la moglie, Dorothea Sihler, sposata nel 2006 dopo 18 anni di relazione  e dalla quale aveva avuto in precedenza due figli, Svenja (nata nel 1989) e Kristin (nata nel 1993). La coppia ha poi adottato due bambine siberiane (nel 1997 e nel 2000) di nome Katja e Maša.

## Programmi televisivi (lista parziale)
- Das aktuelle Sportstudio (1988-1987) (conduttore)
- Na siehte (1987)
- Stern TV, 54 puntate (1990-2010) (conduttore e produttore)
- Wetten, dass..?, 7 puntate (1992-2011)
- Millionär gesucht! - Die SKL Show (1998-2002) (conduttore)
- Wer wird Millionär? (1999-2012) (conduttore)
- Die 10 Millionen SKL Show (2003-2007) (conduttore)
- Die Grips-Show (2002-2004) (conduttore)
- Der Kaiser wird 60 - Die Franz-Beckenbauer-Gala (2005) (conduttore)
- Typisch Frau - Typisch Mann, 6 puntate (2005-2006) (conduttore)
- Die große erste Hilfe Show (2006) (conduttore)
- Menschen, Bilder, Emotionen (2007-2011) (conduttore)
- Der große Comedy Adventskalender (2008)
- 5 gegen Jauch (2009-...) (conduttore)
- Günther Jauch (2011-...) (conduttore)

## Premi e riconoscimenti (lista parziale)
- 1988: Premio Bambi per Na siehte[7]
- 1989: Goldene Kamera come miglior conduttore televisivo per Na siehte[7]
- 2000: German Television Award per il miglior programma d'intrattenimento per Wer wird Millionär?[7]
- 2001: Romy Award come miglior conduttore televisivo per Wer wird Millionär?[7]
- 2001: Goldene Kamera come miglior conduttore televisivo per Wer wird Millionär?[7]
- 2001: Premio Bambi per Wer wird Millionär?[7]
- 2002: Romy Award come miglior conduttore televisivo per Wer wird Millionär? e Der große IQ-Test[7]
- 2004: Nomination al Romy Award come miglior conduttore televisivo per Wer wird Millionär?[7]
- 2004: Premio Bambi per Wer wird Millionär?[7]
- 2006: Romy Award come miglior conduttore televisivo per Wer wird Millionär?[7]
- 2007: Romy Award come miglior conduttore televisivo per Wer wird Millionär?[7]
- 2011: Romy Award per il miglior programma televisivo d'intrattenimento per Alt gegen Jung - Das Duell der Generationen
- 2013: Premio Adolf Grimme per Wer wird Millionär?[7]